# Глазовская, Людмила Константиновна
Людмила Константиновна Глазовская (род. 31 августа 1946) — советский и туркменский[кто?], руководитель Государственного информационного агентства «Туркмен-Пресс» (1993—2000). Заслуженный журналист Туркменистана (1992).

## Биография
Родилась 31 августа 1946 года.
В 1972 году окончила факультет журналистики МГУ, по специальности журналистка, редактор.
1976—1979 — главный редактор Молодёжной республиканской газеты «Комсомолец Туркменистана».
1979—1991 — первый заместитель директора Туркменского информационного агентства «Туркменинформ» (республиканское подразделение ТАСС).
1992—2000 — собственный корреспондент по Туркменистану Российского государственного информационного агентства ИТАР-ТАСС.
1991—1993 — помощник пресс-секретаря Президента Туркменстана.
1993—2000 — председательТуркменского государственного информационного агентства «Туркмен-Пресс».
2010—2014 — редактор Туркменской государственной издательской службы.
2003—2014 — главный выпускающий редактор Туркменского государственного информационного агентства «Туркмендовлетхабарлары».

## Награды и звания
- 1992 — Заслуженный журналист Туркменистана
- 1996 — юбилейная медаль «За любовь к Отечеству»
- 1997 — орден «Галкыныш»